# Корпорація вбивств
Корпора́ція «Вби́вство» (Murder Inc.) — так в 1930-х і 1940-х називалося нью-йоркське злочинне угрупування, створене та контрольоване мафією, що зробило за роки свого існування сотні вбивств на замовлення мафії.
Назва Murder Incorporated була придумана в 1930-х роках репортером старої газети New York World Telegram. Врешті-решт, з «Корпорацією вбивств» розправився закон.

## Цілі угрупування
Ціль створення та існування — фізичне знищення «своїх» членів мафії, «незгідних», «відступників», «зрадників» і т. д., в основному — для уникання безконтрольного «відстрілу» і уникнення війн між мафіозними кланами.

## Вироки та виконання
Спочатку загальний збір вирішував питання про конкретну кандидатуру, і у разі затвердження процес тривав далі.
Абсолютну більшість убивств робили так звані «гачки» названі так від спускових гачків пістолетів. Це були низи злочинного світу, які не входили до «родин» мафії. Керівництво Корпорації вбивств зумисне набирало останніх невдах злочинного світу, які сподівалися не лише на гроші, але й на вступ у ряди потужної організації. Однак насправді абсолютну більшість «гачків» після 1-2 вбивств ліквідовували. Добру третину жертв корпорації складали її ж члени.
Усі вироки корпорації виконувались таким чином, що досі переважна частина вбивств не розкрита, і точне число їх не встановлене.